# Curtosi
La curtosi (nota anche come kurtosi, dal greco κυρτός), nel linguaggio della statistica, è un allontanamento dalla normalità distributiva, rispetto alla quale si verifica un maggiore appiattimento (distribuzione platicurtica) o un maggiore allungamento (distribuzione leptocurtica). La sua misura più nota è l'indice di Pearson {\displaystyle \beta _{2}}, rapporto tra il momento centrato di ordine 4 e il quadrato della varianza. Il valore dell'indice corrispondente alla distribuzione normale standardizzata è 0 (qualora si utilizzi l'indice qui sotto mostrato che, come si vede, è centrato in zero poiché viene sottratto 3). Un valore minore di 0 indica una distribuzione platicurtica, mentre un valore maggiore di 0 indica una distribuzione leptocurtica (è possibile che alcuni indici non siano centrati in zero e quindi il valore ottenuto nel caso di normalità è 3).

## Introduzione
In statistica, l'indice di curtosi è uno degli indici relativi alla forma di una distribuzione, che costituisce una misura dello "spessore" delle code di una funzione di densità, ovvero il grado di "appiattimento" di una distribuzione. L'interesse per questo indice è dato dal fatto che lo "spessore" delle code influenza il comportamento di diverse statistiche.
Benché sia stato evidenziato che non c'è una relazione tra il grado di appiattimento
e il coefficiente e l'indice di curtosi (si veda oltre), (Irving Kaplansky, nel 1945 in "A common error concerning Kurtosis") è rimasta in uso tale terminologia.

## Coefficiente di curtosi

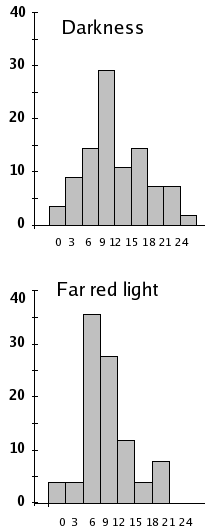